# إعصار غوستاف

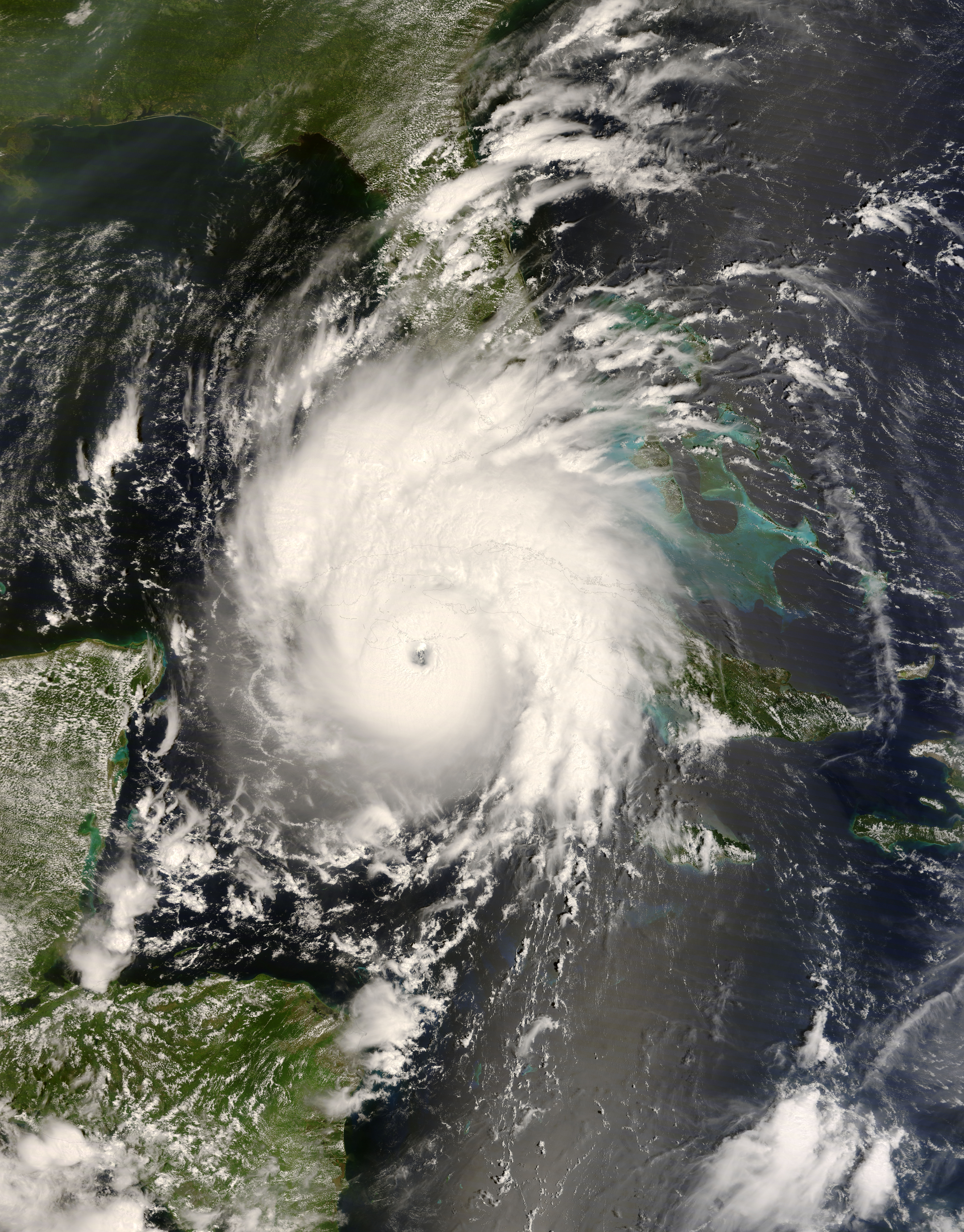
الإعصار غوستاف

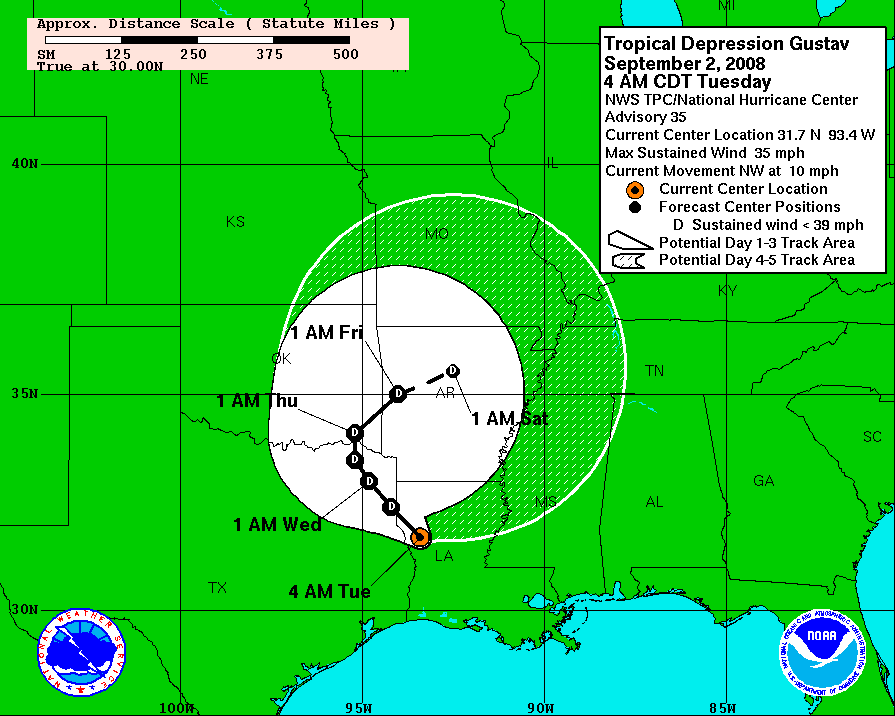
المسار المتوقع لإعصار غوستاف باتجاه سواحل أمريكا

إعصار استوائي، وهو الإعصار الثالث من حيث العدد في موسم الأعاصير الاستوائية للعام 2008. jتشكل الإعصار صباح يوم 25 أغسطس (آب) 2008 على مسافة 420 كم جنوب شرق هايتي، وسرعان ما ارتقى إلى عاصفة استوائية مع حلول مساء اليوم نفسه ليتحول إلى إعصار مع صباح اليوم التالي.
مع حلول الحادي والثلاثين من الشهر كان غوستاف قد تسبب بمقتل 88 شخصاً في منطقة الكاريبي. وصل الإعصار إلى الدرجة الثالثة من الشدة، وهي نفس درجة الإعصار كاثرين لكنه تراجع إلى الدرجة الثانية مع دخوله اليابسة الأمريكية ثم ما لبث أن تراجع إلى الدرجة الأولى بعد ست ساعات من دخوله اليابسة. وكانت التوقعات قد رجحت تحوله إلى الدرجة الرابعة وحتى الخامسة بنسب ضعيفة.

## الوفيات بحسب البلد حتى صباح 1 سبتمبر أيلول
| البلد               | عدد القتلى |
| هاييتي              | 66         |
| جمهورية الدومينيكان | 8          |
| جمايكا              | 11         |
| الولايات المتحدة    | 11         |
| المجموع             | 96         |

1. 1 2 3  أفضل أرشيف مسار دولي للإشراف على المناخ، QID:Q43269466
2. ↑  "معلومات عن إعصار غوستاف على موقع id.loc.gov". id.loc.gov. مؤرشف من الأصل في 2019-04-03.
3. ↑  "معلومات عن إعصار غوستاف على موقع atms.unca.edu". atms.unca.edu. مؤرشف من الأصل في 2020-10-24.
4. ↑  "معلومات عن إعصار غوستاف على موقع catalog.archives.gov". catalog.archives.gov. مؤرشف من الأصل في 2020-10-24.